# Alexander Rüeck
Alexander Rüeck (* 5. August 1984) ist ein ehemaliger deutscher Basketballspieler.

## Werdegang
Rüeck begann beim TSV Crailsheim mit dem Basketballsport, schaffte den Sprung von der Jugend in die Crailsheimer Herrenmannschaft, mit der er in der 2. Basketball-Bundesliga spielte.
Der 1,86 Meter große, als Guard eingesetzte Rüeck wechselte zum Regionalligisten KGJ Schwenningen und wechselte 2006 mit seinem Gang zu Union Shops Rastatt in die 2. Bundesliga zurück. Ab 2007 trat Rüeck mit der BG Karlsruhe in der 2. Bundesliga ProA an. Er blieb bis 2013 Teil der Mannschaft und spielte anschließend bis 2018 für den KIT SC Karlsruhe, von 2013 bis 2017 in der 1. Regionalliga, 2017/18 in der 2. Bundesliga ProB.